# マルク・ヴィダル
マルク・ヴィダル（Marc Vidal、1991年6月3日 - ）は、フランス・アヴェロン県サンタフリク出身のプロサッカー選手。ポジションはGK。

## クラブ経歴
2009-10シーズンはナシオナル3（5部）所属のリザーブチームでレギュラーを務め、トップチームでは第3キーパーに置かれた。 2009年9月下旬に肩と第五中足骨を骨折する重傷を負い、数ヶ月戦線を離脱した。同時期、トップチームではレギュラーのヨアン・プレと第2キーパーのオリヴィエ・ブロンデルの両名も負傷離脱していたため、17歳のアンソニー・ルストッロッロが起用された。2009-10シーズン冬の移籍ウインドーでクラブがマチュー・バルベルデを獲得、さらにルストッロッロの台頭もあって5番手まで格下げされてしまった。しかし、クープ・ドゥ・フランスのスタッド・ブレスト戦でバルベルデが負傷。これでチャンスをつかみ、2月13日のFCロリアン戦でプロデビューを果たした。大けがの影響を感じさせない高パフォーマンスを随所で披露し、1-1で試合を終えた。

## タイトル
U-19フランス代表
- UEFA U-19欧州選手権: 2010